# زبان طبیعی کنترل‌شده
زبان‌های طبیعی کنترل‌شده (CNLها) زیرمجموعه‌های زبان‌های طبیعی هستند که با محدود کردن دستور زبان و واژگان به منظور کاهش یا حذف ابهام و پیچیدگی به دست می‌آیند. به‌طور سنتی، زبان‌های کنترل‌شده به دو نوع اصلی تقسیم می‌شوند: آن‌هایی که قابلیت خواندن خوانایی برای خوانندگان را بهبود می‌بخشند (به عنوان مثال سخنگویانِ غیربومی)، و آن‌هایی که به شکل قابل‌اتکا، تحلیل معنایی خودکار زبان را فعال می‌سازند.
اولین نوع زبان‌ها (که اغلب زبان‌های «ساده» یا «فنی» نامیده می‌شود)، به عنوان مثال، «ASD Simplified Technical English" ,"Caterpillar Technical English» یا «IBM's Easy English» در صنعت برای افزایش کیفیت اسناد فنی و احتمالاً ساده‌سازی ترجمه (نیمه) خودکار اسناد مورد استفاده قرار می‌گیرد. این زبان‌ها نویسنده را با قواعد کلی از قبیل «جملات کوتاه»، «اجتناب از استفاده از ضمیر»، «فقط استفاده از کلمات مورد تأیید»، و «استفاده فقط از صدای فعال» محدود می‌سازند.

## زبان‌ها
زبان‌های طبیعی کنترل‌شدهٔ موجود عبارتند از:
- ASD Simplified Technical English
- Attempto Controlled English[۴]
- انگلیسی بنیادین[۵]
- ClearTalk
- Common Logic Controlled English[۶]
- E-Prime
- گلیش
- ModeLang[۷]
- گفتارنو
- Processable English (PENG)[۸]
- Semantics of Business Vocabulary and Business Rules
- انگلیسی ویژه